# Сиффре, Лаби
Клаудиус Афолаби «Лаби» Сиффре (англ. Claudius Afolabi «Labi» Siffre; род. 25 июня 1945) — британский музыкант, исполнитель, автор песен и поэт.

## Ранняя жизнь и образование
Родился четвёртым из пяти детей в семье, в Больнице королевы Шарлотты в Хаммерсмите, Лондоне. Его мать — англичанка с барбадосскими и бельгийскими корнями, а отец — нигериец. Сиффре рос в Бейсуотере и Хампстеде, и посещал католическую дневную Школу Святого Бенедикта в Илинге, Западном Лондоне. Несмотря на католическое воспитание, он всегда считал себя атеистом.

## Музыкальная карьера
В юности работал разносчиком и шофёром. Пению и игре на гитаре Сиффре научился самостоятельно. С начала 1960-х годов выступал сольно и в составе различных групп в клубах Лондона и Амстердама. Среди тех, кто, по словам Сиффре, повлиял на него в начале творческого пути, — Майлз Дэвис, Телониус Монк, Джон Колтрейн, Дюк Эллингтон, Билли Холидэй и Сара Вон.
В 1969 году подписал первый профессиональный контракт и в течение последующих шести лет выпустил шесть альбомов. Песня «Crying Laughing Loving Lying» достигла в 1972 году 11-го места в британском сингл-чарте, а песня «It Must Be Love» годом ранее добралась до 14-го места (в дальнейшем группой Madness был записан ремикс, достигший 6-го места в 1992 году).
Наряду с сольными гастролями Сиффре выступал на разогреве в концертах таких групп, как The Hollies, The Carpenters и The Supremes.
В первой половине 1980 годов Сиффре практически отошёл от активного творчества. Однако уже в 1985 году он выпустил песню «(Something Inside) So Strong», направленную против апартеида в Африке, а также выпустил ещё четыре альбома в период с 1988 по 1998 года.
С 1993 года он также публикует свои стихи на бумаге.
В 1999 году семпл песни Сиффре «I Got The» был использован Эминемом в его треке «My Name Is». Сиффре выступил с протестом против гомофобной и женоненавистнической риторики песни, и Эминему пришлось переписать трек, изменив строки песни.
В 2007 году семпл песни Сиффре «My song» был использован  Канье Уэстом в его треке «I wonder»

## Личная жизнь
Сиффре — открытый гей. В июле 1964 года он встретил Питера Ллойда, с которым прожил всю жизнь вплоть до смерти Ллойда в 2013 году. С 2005 года они состояли в гражданском партнёрстве, которое оформили с разрешением на заключение гражданских партнёрств на территории Великобритании.

## Дискография

### Студийные альбомы
- Labi Siffre (1970)
- The Singer and the Song (1971)
- Crying Laughing Loving Lying (1972)
- For the Children (1973)
- Remember My Song (1975)
- Happy (1975)
- So Strong (1988)
- Man of Reason (1991)
- The Last Songs (1998)
- Monument (Spoken Word) (1998)
- So strong (1999)
- Man Of Reason(1999)

### Концертные альбомы
- The Last Songs (Re-mastered) (2006)

### EP
- Nightmare/Run to Him/The Love Thing (1982)